# Sindal Gl. Kirke
Sindal Gamle Kirke er en middelalderlig kirke cirka 1½ km nordvest for byen Sindals centrum, og i den østlige udkant af Slotsved Skov. Kirken var byens primære indtil Sindal Bykirke blev opført i 1910. 
I kirken er der en døbefont, som er ca. lige så gammel som kirken. På altertavlen er der et maleri, som er malet af Michael Ancher, der har kopieret Vellázquez´  maleri Korsfæstelsen. Prædikesltolen, fra omkring år 1600 med Anne Krabbe og hendes to ægtemænd. På kirkegården findes en klokkestabel med to klokker. Den ene fra 1566 og den anden fra 1696. 

## Galleri
- Kirkerummet
- Prædikestolen
- Altertavlen
- Klokkestabelen